# South Ayrshire
South Ayrshire (Schots-Gaelisch: Siorrachd Inbhir Àir a Deas) is een raadsgebied (council area) in het zuidwesten van Schotland met een oppervlakte van 1222 km². De hoofdplaats is Ayr en het raadsgebied heeft 112.550 inwoners (2017).
Het raadsgebied behoort tot de lieutenancy area Ayrshire and Arran en het historische graafschap Ayrshire.

## Plaatsen
- Alloway
- Ayr
- Annbank
- Ballantrae
- Barr
- Barrhill
- Crosshill
- Coylton
- Drongan
- Dailly
- Dalrymple
- Dundonald
- Doonfoot
- Dunure
- Girvan
- Kirkmichael
- Kirkoswald
- Lendalfoot
- Maybole
- Monkton
- Mossblown
- Maidens
- Old Dailly
- Pinmore & Pinwherry
- Prestwick
- Straiton
- Symington
- Tarbolton
- Troon
- Turnberry

## Bezienswaardigheden
- Baltersan Castle
- Crossraguel Abbey
- Culzean Castle
- Dundonald Castle
- Maybole Collegiate Church
- Thomaston Castle

Aberdeen · Aberdeenshire · Angus · Argyll and Bute · City of Edinburgh · Clackmannanshire · Dumfries and Galloway · Dundee City · East Ayrshire · East Dunbartonshire · East Lothian · East Renfrewshire · Falkirk · Fife · Glasgow City · Highland · Inverclyde · Midlothian · Moray · Na h-Eileanan Siar (Buiten-Hebriden) · North Ayrshire · North Lanarkshire · Orkney Islands · Perth and Kinross · Renfrewshire · Scottish Borders · Shetland Islands · South Ayrshire · South Lanarkshire · Stirling · West Dunbartonshire · West Lothian
Zie ook: lieutenancy areas, de vroegere regio's en graafschappen